# Ordine di San Giorgio al merito militare
L'Ordine di San Giorgio al merito militare fu l'ordine cavalleresco ufficiale del Ducato di Lucca e successivamente di quello di Parma e Piacenza.

## Storia
L'Ordine venne fondato da Carlo Lodovico di Borbone, duca di Lucca, con lo scopo di premiare i militari che si fossero particolarmente distinti per azioni di valore, o per servigi particolari alla corona lucchese, oppure per la fedeltà rivolta alla persona del duca stesso, venne trasferito in seguito al Ducato di Parma e Piacenza quando Carlo Lodovico succedette a Maria Luisa d'Asburgo-Lorena su questo trono. L'Ordine venne istituito con un decreto del 1º giugno 1833, n. 24 del Ducato di Lucca, il quale venne integrato con successivi regolamenti risalenti al 25 agosto 1836 ed al 7 maggio 1841, secondo i quali si stabilì che tale onorificenza potesse essere concessa anche a militari stranieri, tra i quali si annoverò anche il feldmaresciallo generale conte Josef Radetzky.
L'onorificenza venne suddivisa in tre classi: la prima classe riservata agli ufficiali comandanti superiori, la seconda agli ufficiali di ogni grado, la terza agli ufficiali, sottufficiali e soldati, indistintamente. Capo sovrano della decorazione era il duca Carlo Lodovico di Borbone Parma, che, con atto del 7 maggio 1841, decretò essere trasmissibile "ai Nostri Successori insieme agli altri Nostri Diritti di Sovranità", confermando dunque statuariamente la natura dinastica dell'onorificenza. La decorazione viene oggi concessa privatamente dal capo della Real Casa di Borbone Parma.
Relativamente alla Legge 178/51, l'Ordine è riconosciuto dallo Stato Italiano come "ordine dinastico non nazionale" legittimamente conferibile ed il suo uso sul territorio italiano è autorizzabile a domanda dal Ministero degli affari esteri.

## Medaglia
|              |                |              |
| terza classe | seconda classe | prima classe |

La medaglia è composta di una croce patente smaltata di bianco, caricata al centro di uno scudo rotondo con, da una parte, l'effigie di san Giorgio che uccide il dragone, attorniato da una fascia verde con la scritta Al Merito Militare e con le cifre "CL", iniziali di Carlo Lodovico, accompagnate dall'anno 1833 (data della fondazione). Il nastro abbinato era bianco con due bande rosse. La realizzazione delle medaglie si distingueva per classi: la prima era in oro smaltato, la seconda in argento smaltato, la terza solo in argento, senza smalti.